# 乡村陪审员
《乡村陪审员》（英語：The Rural Juror）是美国情景喜剧《我为喜剧狂》第1季的第10集，由马特·哈伯德编剧，贝丝·麦卡锡-米勒执导，2007年1月11日通过全国广播公司在美国首播，再于近1年后的2007年12月13日通过第五台在英国播出。这一集的客串演员包括朗尼·罗斯、凯斯·鲍威尔、马里克·潘考利、凯文·布朗、格里兹·查普曼、克里斯·帕内尔、瑞秋·德拉彻、乌比·戈德堡、查理·格兰迪（Charlie Grandy）、鲍勃·威尔冯（Bob Wiltfong）、马特·奥伯格（Matt Oberg）、维奇·施密特（Vickie Schmitt）和艾里克·英格曼（Eric Engleman）。
在这一集中，全国广播公司电视节目《与崔西·乔丹》中的女演员简娜·玛隆妮（Jenna Maroney，简·科拉克斯基饰）期待已久的独立电影《乡村陪审员》上映了，包括《与崔西·乔丹》首席编剧丽兹·莱蒙（Liz Lemon）在内的一众编剧都听不懂这个英语念起来就像绕口令一样的片名。与此同时，节目的头号明星崔西·乔丹（Tracy Jordan，崔西·摩根饰）急需财政上的帮助，他听从电视台副总裁杰克·唐纳吉（Jack Donaghy，亚历克·鲍德温饰）的建议，开始自创品牌来加以宣传。

## 剧情
简娜出演了一部名叫《乡村陪审员》的电影，据说该片是根据约翰·葛里逊的兄弟凯文·葛里逊（Kevin Grisham）的小说改编，围绕一位在美国南部出生，名叫康斯坦斯·贾斯提斯（Constance Justice）的律师展开。现在这部电影终于上映了，期待已久的简娜于是希望丽兹对影片给出一个诚实的评价，因为她对公众的看法感到紧张。丽兹私下看了这部电影，感觉实在不怎么样，但又对是否要告诉简娜真相感到犹豫。之后简娜得知丽兹不喜欢这部电影时，两人开始大吵起来，互相指责对方没有坦诚相待。与此同时，乔什·吉拉德不顾丽兹的警告闯进她的办公室把这部电影偷了出来和《与崔西·乔丹》剧组的其他编剧一起观看。结果他们居然都喜欢这部影片，丽兹震惊了，简娜更愤怒了，争吵也升级了。电视台副总裁杰克·唐纳吉出面调停，于是丽兹只好说自己是妒忌简娜的成功，两人原谅了彼此重归于好。
杰克正与《纽约时报》一位颇有名气的女专栏作家通电话时崔西·乔丹进来找他“借”10万美元。杰克表示，借钱是不可能的，但自己可以给出一个更好的主意：利用崔西的名人形象为产品做宣传。崔西同意了这个方案，于是杰克提议了一个“崔西·乔丹碎肉机”（The Tracy Jordan Meat Machine），并且产品很快就准备投入市场销售。然而该产品很快出现了一系列的质量问题，崔西于是向杰克表示自己不想再给这样的产品宣传了，杰克于是想到了另一个好办法：找来女演员乌比·戈德堡重新为产品作宣传，目标瞄准乌克兰市场。

## 制作
《乡村陪审员》于2006年11月上旬拍摄。对于这一集的标题，节目主创人、女主角蒂娜·菲表示自己当时在编剧办公室里问了个这样的问题：“你能说出两个词我没法准确地一起念出来吗？”众编剧们提了几个，但菲都成功说出来了，然后有人提出了一个（意为乡村陪审员），发音类似于。大家都对这个作为一集标题感到满意，他们“都想赶快把它用到节目里播出，免得让他人抢了先”。简娜主演的《乡村陪审员》起初是在《我为喜剧狂》第1季的第7集《崔西演柯南》中首次提及的，之后也在《分手》和《幼儿节目》中提及。这一集中一个多次出现的笑点就是这个片名发音上的困难之处，以致每个人念出来后都变成了另一个名字。比如丽兹念成了（意为“她的咆哮，她的宝石”），节目制片人皮特又念成了（意为“口交妓女”）和（意为“咆哮的少年”）。《乡村陪审员》也首次提及了丽兹的兄弟米奇·莱蒙（Mitch Lemon，安迪·里查克饰）。他因1985年12月的一次滑雪事故而患上了失忆症。

## 角色发展
多位评论员称赞了这一集中角色的发展，他们认为之前的节目中在这方面表现有些缺失。IGN网站的罗伯特·坎宁（Robert Canning）认为虽说还大有进步空间，但这一集让观众对丽兹和简娜的友谊有了更多的了解。他认为在这集以前，观众对两人长时间的友谊可谓一无所知，其中也没有任何深度。坎宁指出，丽兹承认对简娜的成功感到妒忌这一情节对节目本身非常重要，给予了观众对角色更深层次的了解。不过坎宁也指出，对她们友谊的描写没有反映出任何形式的过去，仍然只是通过一些笑点不痛不痒地折射出来。坎宁还认为两人口头上的争吵反而“巩固了她们的联系”，最终观众也由此得以发现角色真实的一面，“角色（也就因此）成为了活生生的人物”。
电视指南的马特·韦伯·米托维奇（Matt Webb Mitovich）称自己终于开始明白简娜这个角色，她又是如何融入这个节目的。米托维奇认为，虽然简娜应该是个一度有些轻浮，之后幻想破灭的人，但在现实生活中可能并非如此。他还指出丽兹和简娜之间友谊的发展，并从中明白了两人的一些过去。不过，美国在线电视小队的朱丽亚·沃德（Julia Ward）抱有不同看法。她认为节目中已经有了太多的故事线索，这一集看起来更像是在讲述丽兹和简娜和关系，而剧情方面反而没有什么进展。沃德觉得下一步的剧情发展有很多种可能性，但这个节目需要有核心性质的内容。

## 反响
根据尼尔森收视率调查的数据，《乡村陪审员》在美国首播时吸引了610万户家庭观看，在18-49岁年龄段人群中收获了2.9的收视率，这意味着全美所有该年龄段人群中有2.9%收看了这集节目，在该周尼尔森电视收视排名中列第63位。而在英国播出时，这一集吸引了20万观众，占该时间段观众人数的2%。
IGN网站的罗伯特·坎宁认为这一集“有着扎实的主线剧情，是精心构筑的半个小时节目”。他认为《我为喜剧狂》已经带着一个优秀的故事结构和成功发展的人物形象朝一个理想的方向前进，他最终给《乡村陪审员》的评分为8（最高为10）。美国在线电视小队的朱丽亚·沃德称亚历克·鲍德温要是没能因自己的表演赢得金球奖，自己将别无选择地从好莱坞外国记者协会辞职，之后鲍德温果然在第64届金球奖角逐中获得了音乐剧和喜剧类最佳电视剧男主角奖。沃德还称赞了蒂娜·菲的表演和崔西给碎肉机所做的代言，丽兹使用Google搜索“单身瑜伽”和“头皮疼痛”的部分和里奥·斯派西曼医生“红、黄、紫”的桥段。她认为戈德堡的出镜“给人留下了深刻的印象”，但也批评了几位客串演员的表现，还认为简·科拉克斯基仍然“没有融入到这个节目中”。电视指南的马特·韦伯·米托维奇也给出了较为正面的评价，认为这一集的节奏明快，热闹非凡，所以有很强的娱乐性。